# 820.
◄ | 8. stoljeće | 9. stoljeće | 10. stoljeće | ►
◄ | 790-ih | 800-ih | 810-ih | 820-ih | 830-ih | 840-ih | 850-ih | ►
◄◄ | ◄ | 817. | 818. | 819. | 820. | 821. | 822. | 823. | ► | ►►
Astronomija • Književnost • Kršćanstvo • Pravo • Promet

## Događaji
- Perzijski matematičar Muḥammad ibn Mūsā al-Ḵwārizmī osnovao Algebru
- Mihael II. nasljeđuje Leona V. kao bizantskog cara

## Rođenja
- Rhodri Mawr ('Veliki'), vladar Gwynedda (Walesa) (približan datum) (umro 878.)
- Focije I., carigradski patrijarh (umro 891.)

## Smrti
- 24 Prosinac – Leon V., Armenac, bizantski car (rođen 775) (ubijen)
- Tang Xian Zong, kineski car

## Vanjske poveznice
|  | Zajednički poslužitelj ima još gradiva o temi 820. |